# Faro de San Emeterio
El faro de San Emeterio (en asturiano, Faru de Santumedé) está situado en la Punta de San Emeterio (ría de Tina Mayor), parroquia de Pimiango, concejo de Ribadedeva, Principado de Asturias (España). En funcionamiento desde 1852 y electrificado en 1951.

## Características
El faro se encuentra en un terreno de 21000 metros cuadrados de monte bajo, encinas y madroños. El edificio, de planta cuadrada de 17 metros de lado, es de mampostería, con sillería en aristas, jambas, dinteles y cornisas. La torre es de sillería, cilíndrica, de color blanco azulado y se levanta parcialmente empotrada en la cara norte del edificio.
La altura sobre el nivel del mar es de 68 metros y de 9 metros sobre el terreno. Está construido casi al borde del acantilado. Su alcance es de 20 millas marinas y sus coordenadas son: 43° 23,958 N y 4° 32,261 O.
- Datos: Q8960910